# Motores Honda na Fórmula 1
Os motores Honda na Fórmula 1 conquistaram seis títulos do Campeonato Mundial de Construtores e cinco títulos do Campeonato Mundial de Pilotos.

## História
A Honda forneceu motores durante quatro períodos na Fórmula 1.

### Primeira fase (1964–1968)
A história dos motores Honda na Fórmula 1 começou em 1964, quando a montadora japonesa fez sua estreia, como equipe própria, na categoria máxima do automobilismo mundial. Após sua equipe disputar cinco temporadas e conquistar duas vitória, a Honda se retira da Fórmula 1 no final da temporada de 1968.

### Segunda fase (1983–1992)

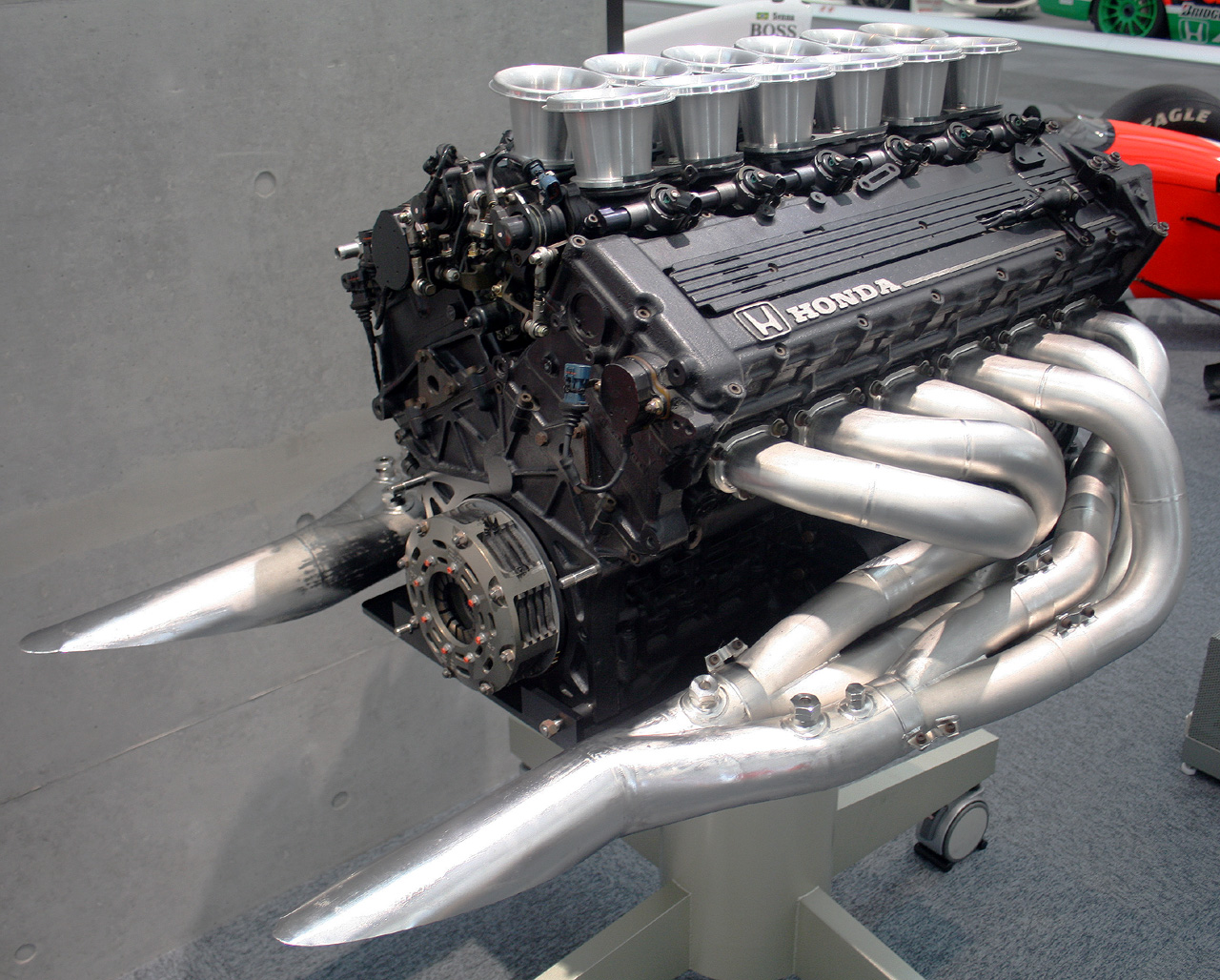
Motor Honda RA121E V12 utilizado pela em.

Em 1983, a montadora retornou para a categoria máxima do automobilismo mundial como fornecedor de motores para as equipes Spirit (1983), Williams (1983-87), Team Lotus (1987–88), McLaren (1988–92) e Tyrrell (1991). Seus motores eram considerados os melhores na época, potentes e confiáveis. As vitórias dos carros que utilizaram os motores Honda somados contabilizam 71 vitórias até o fim de 1992. Neste período os motores Honda conquistaram seis títulos de construtoras (duas vezes com a Williams e quatro com a McLaren) e cinco de pilotos (três vezes com Ayrton Senna, um acom Nelson Piquet e outra com Alain Prost). A Honda deixou novamente a Fórmula 1 após o final da temporada de 1992.

### Terceira fase (2000–2008)

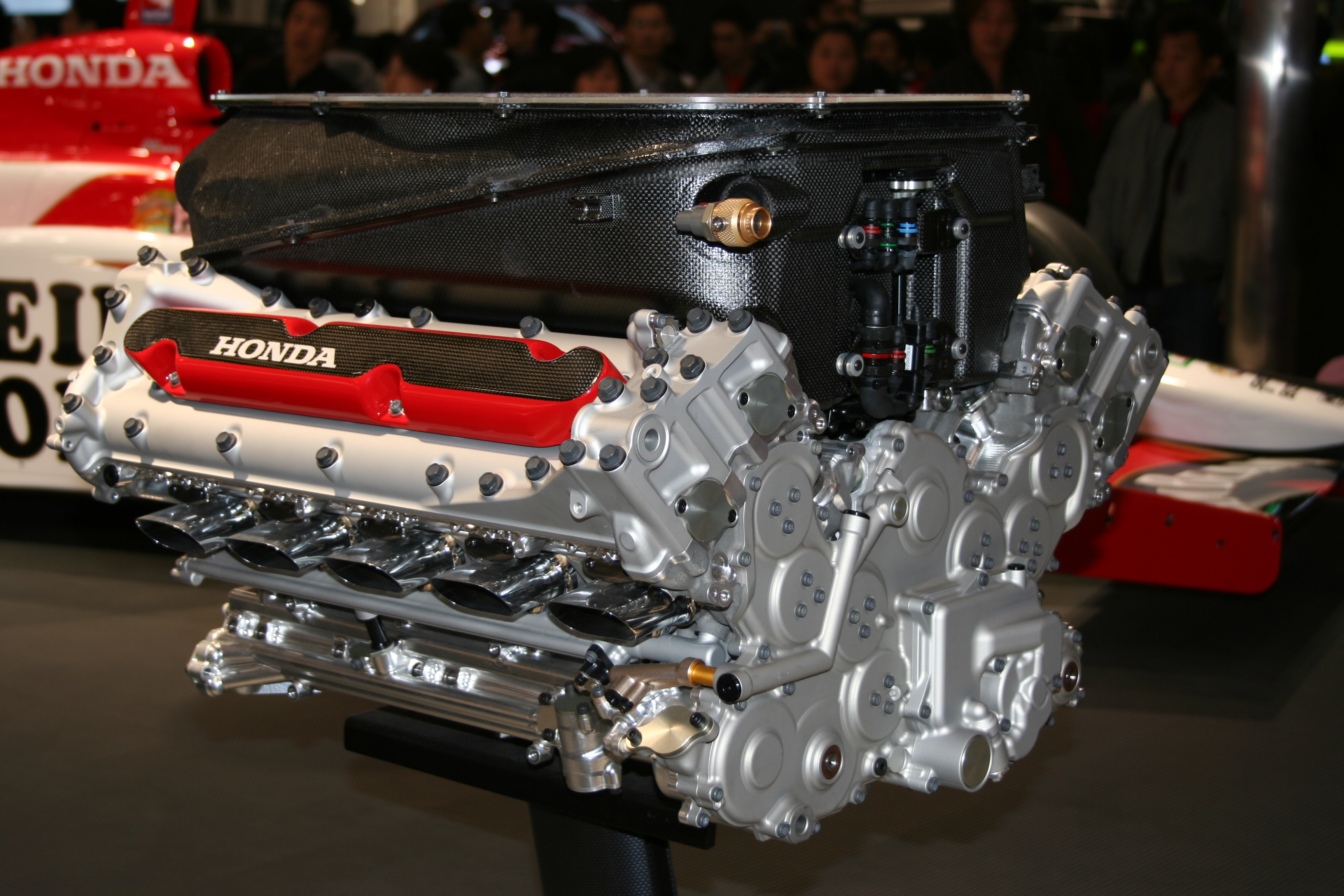
Motor Honda RA005E V10 utilizado pela BAR em.

A Honda retornou novamente para a Fórmula 1 em 2000, fornecendo motores para a British American Racing (BAR) e, posteriormente, para a Jordan nas temporadas de 2001 e 2002. Em 2003, apesar de ter apresentado uma melhora em relação as duas temporadas anteriores, a Honda deixou de fornecer para a equipe Jordan. Em meados de novembro de 2004, a Honda comprou 45% da equipe BAR da British American Tobacco (BAT, fundadora e proprietária da BAR) após a melhor temporada da BAR, quando conseguiu o segundo lugar na temporada de 2004, um ano dominado por Michael Schumacher e Ferrari.
Em dezembro de 2005, a montadora japonesa comprou os restantes 55% da equipe, que foi rebatizada para Honda Racing F1 Team em 2006, quando a Honda passou a fornecer motores para a Super Aguri. Entretanto, no final da temporada de 2008 a montadora novamente se retirou completamente da categoria.

### Quarta fase (2015–2021)
A Honda retornou à Fórmula 1 como fornecedor de motores em 2015, revivendo sua parceria com a McLaren, parceria esta que foi bem sucedida no final dos anos 1980 e início dos anos 1990. Para a temporada de 2015, a Honda forneceu à McLaren o RA615H, um motor turbo V6 de injeção direta de 1,6 L. O motor foi projetado em torno do projeto de tamanho muito reduzido e dos requisitos aerodinâmicos da McLaren, que eles haviam batizado de filosofia "tamanho zero". Durante a temporada, o motor mostrou-se significativamente fraco e ineficiente. O bicampeão mundial Fernando Alonso descreveu-o como "embaraçoso" e o comparou a um "motor de GP2" no Grande Prêmio do Japão. A equipe recebeu uma penalidade recorde de 105 pontos no Grande Prêmio da Bélgica depois de precisar fazer uma série de mudanças em suas unidades de potência. A McLaren-Honda terminou a temporada de 2015 em nono lugar no Campeonato Mundial de Construtores, com 27 pontos.
Para a temporada de 2016, a McLaren usou a unidade de potência Honda RA616H atualizada. A temporada começou mais positiva que no ano anterior e após apenas seis corridas, a equipe marcou 24 pontos, três pontos abaixo do total da temporada anterior. A confiabilidade e o desempenho ainda eram um problema e em junho de 2016, o chefe do programa de Fórmula 1 da Honda, Yusuke Hasegawa, admitiu que o fraco desempenho do motor da Honda significava que "apenas a sorte os colocaria no pódio deste ano" e "em nossa situação atual, não há muitas equipes que querem nosso motor". Em setembro de 2016, Hasegawa anunciou que a Honda tinha uma equipe separada que já trabalhava no motor do próximo ano. A McLaren-Honda terminou em sexto lugar na classificação final do Campeonato de Construtores, com 76 pontos, uma melhora significativa em relação ao ano anterior.
No início da temporada de 2017, a Honda adotou um novo conceito para seu motor e afirmou que seu novo motor estava "no mesmo nível do Mercedes de 2016". No entanto, em testes de pré-temporada, o motor da Honda foi descrito como "sem potência e sem confiabilidade" pelo bicampeão mundial Alonso, com a falta de potência significando que o carro estava com um déficit de 30 km/h nas retas, e o motor precisando ser substituído cinco vezes ao longo de quatro dias. Após o terceiro ano com a McLaren enfrentando problemas com o motor Honda, durante o Grande Prêmio de Singapura, a equipe anunciou que abandonaria a Honda como seu fornecedor de motores. No final da temporada, os problemas com o motor significaram um acúmulo de 378 penalidades de grid para a McLaren. A McLaren-Honda terminou a temporada de 2017 em nono lugar no Campeonato Mundial de Construtores, com 30 pontos.
Em 15 de setembro de 2017, foi anunciado que a Honda seria o fornecedor de motores da Toro Rosso (que foi rebatizada para AlphaTauri em 2020) para a temporada de 2018. Como parte do acordo, a McLaren deixou a Honda no final da temporada de 2017 e mudou para a Renault. A montadora japonesa afirmou que o objetivo era tornar a Toro Rosso uma das três melhores equipes de 2018. A Honda afirmou que o seu motor faria da Toro Rosso uma equipe de topo em 2018.
Para a temporada de 2019, a Honda também passa a fornecer seus motores para a Red Bull Racing, com a equipe austríaca conquistando um pódio no GP da Austrália de 2019 com Max Verstappen, sendo este o primeiro pódio do motor Honda desde Rubens Barrichello no GP da Grã-Bretanha de 2008. No GP da Áustria de 2019, o motor japonês conquistou a primeira vitória com Verstappen desde Jenson Button no GP da Hungria de 2006 e, também, a primeira pole position com Verstappen no GP da Hungria de 2019 desde Jenson Button no GP da Austrália de 2019. A Honda permaneceu fornecendo motores para as equipes AlphaTauri e Red Bull até o final da temporada de 2021, quando a montadora se retirou formalmente da categoria mais uma vez.

### Continuidade no fornecimento após a retirada formal (2022–2025)
Após a decisão de se retirar da Fórmula 1 no final de 2021, a Honda fechou um acordo com a Red Bull para continuar construindo, fazendo manutenção e fornecendo à Red Bull Racing e à Scuderia AlphaTauri unidades de potência produzidas em suas instalações em Sakura. A Honda Racing Corporation (HRC) assumiu a responsabilidade pelo programa, em uma reestruturação que também a deixou no controle de outros projetos de automobilismo da Honda. O acordo inicialmente cobria apenas a temporada de 2022, após a qual a Red Bull Powertrains (RBPT) assumiria a responsabilidade pelo fornecimento de motor, mas posteriormente foi estendido até o final da temporada de 2025. Os motores projetados e construídos pela Honda receberam o emblema "RBPT" durante a temporada de 2022, refletindo a saída oficial da Honda da Fórmula 1. A presença da marca Honda nas pinturas e uniformes das duas equipes também foi reduzida. Os logotipos da Honda nas pinturas dos carros e nas roupas dos pilotos foram substituídos pelos da HRC.
No entanto, no GP do Japão de 2022, a Honda e a Red Bull anunciaram o fortalecimento de sua parceria, com a marca Honda retornando às pinturas da Red Bull e AlphaTauri pelo restante da temporada de 2022. A Honda voltou como nome de fornecedora de unidades de potência para a temporada de 2023, fornecendo unidades de potência com o emblema "Honda RBPT".
Após uma mudança na gestão desde que foi tomada a decisão de sair da Fórmula 1, a Honda permaneceu presente nas discussões sobre os futuros regulamentos da Fórmula 1 junto com outros fabricantes e manteve discussões com a Red Bull Racing sobre as possibilidades futuras de uma parceria renovada a partir da temporada de 2026 em diante, quando os novos regulamentos da unidade de potência entrarão em vigor. Porém, a Red Bull Powertrains está definida para fazer parceria com a Ford Performance a partir de 2026.

### Quinta fase (2026–)
Em dezembro de 2022, a Honda se registrando oficialmente seu interesse na FIA para voltar a ser fornecedora de unidades de potência em 2026, quando um novo regulamento de motores entrará em vigor. Em 23 de maio de 2023, foi anunciado que a equipe Aston Martin Aramco havia formado uma parceria de fábrica com a Honda para iniciar em 2026, cujo programa Fórmula 1 da montadora japonesa é administrado por sua divisão de corrida, a Honda Racing Corporation (HRC). Essa parceria significa que a Aston Martin receberá apoio completo da Honda, incluindo unidades de potências sob medida projetadas especificamente para seu chassi, e os dois parceiros podem trabalhar juntos para integrar o chassi e a unidade de potências sem compromissos indesejados. O status da equipe de fábrica é frequentemente visto como necessário para uma equipe se tornar um genuíno candidato a disputar títulos. A essa data, a equipe de Silverstone usará motores da Mercedes por dezessete temporadas de 2009 a 2025. A equipe anteriormente utilizou motores Mugen-Honda entre 1998 e 2000 e motores completos da Honda em 2001 e 2002, quando era conhecido como Jordan.

## Fornecimento de motores
| Ano                                 | Equipe                  | Motor                                                          |
| ----------------------------------- | ----------------------- | -------------------------------------------------------------- |
| 1964                                | Honda                   | Honda RA271E 1.5 V12                                           |
| 1965                                | Honda                   | Honda RA272E V12 1.5                                           |
| 1966                                | Honda                   | Honda RA273E 3.0 V12                                           |
| 1967                                | Honda                   | Honda RA273E 3.0 V12                                           |
| 1968                                | Honda                   | Honda RA273E V12 3.0 Honda RA301E 3.0 V12 Honda RA302E 3.0 V12 |
| Não forneceu motores de 1969 a 1982 |                         |                                                                |
| 1983                                | Spirit                  | Honda RA163E 1.5 V6 Turbo                                      |
| 1983                                | Williams                | Honda RA163E 1.5 V6 Turbo                                      |
| 1984                                | Williams                | Honda RA164E 1.5 V6 Turbo                                      |
| 1985                                | Williams                | Honda RA165E 1.5 V6 Turbo                                      |
| 1986                                | Williams                | Honda RA166E 1.5 V6 Turbo                                      |
| 1987                                | Williams                | Honda RA167E 1.5 V6 Turbo                                      |
| 1987                                | Team Lotus              | Honda RA166E 1.5 V6 Turbo                                      |
| 1988                                | Team Lotus              | Honda RA168E 1.5 V6 Turbo                                      |
| 1988                                | McLaren                 | Honda RA168E 1.5 V6 Turbo                                      |
| 1989                                | McLaren                 | Honda RA109E 3.5 V10                                           |
| 1990                                | McLaren                 | Honda RA100E 3.5 V10                                           |
| 1991                                | McLaren                 | Honda RA121E 3.5 V12                                           |
| 1991                                | Tyrrell                 | Honda RA101E 3.5 V10                                           |
| 1992                                | McLaren                 | Honda RA122E 3.5 V12                                           |
| Não forneceu motores de 1993 a 1999 |                         |                                                                |
| 2000                                | British American Racing | Honda RA000E 3.0 V10                                           |
| 2001                                | British American Racing | Honda RA001E 3.0 V10                                           |
| 2001                                | Jordan                  | Honda RA001E 3.0 V10                                           |
| 2002                                | British American Racing | Honda RA002E 3.0 V10                                           |
| 2002                                | Jordan                  | Honda RA002E 3.0 V10                                           |
| 2003                                | British American Racing | Honda RA003E 3.0 V10                                           |
| 2004                                | British American Racing | Honda RA004E 3.0 V10                                           |
| 2005                                | British American Racing | Honda RA005E 3.0 V10                                           |
| 2006                                | Honda                   | Honda RA806E 2.4 V8                                            |
| 2006                                | Super Aguri             | Honda RA806E 2.4 V8                                            |
| 2007                                | Honda                   | Honda RA807E 2.4 V8                                            |
| 2007                                | Super Aguri             | Honda RA807E 2.4 V8                                            |
| 2008                                | Honda                   | Honda RA808E 2.4 V81                                           |
| 2008                                | Super Aguri             | Honda RA808E 2.4 V81                                           |
| Não forneceu motores de 2009 a 2014 |                         |                                                                |
| 2015                                | McLaren                 | Honda RA615H 1.6 V6 Turbo híbrido                              |
| 2016                                | McLaren                 | Honda RA616H 1.6 V6 Turbo híbrido                              |
| 2017                                | McLaren                 | Honda RA617H 1.6 V6 Turbo híbrido                              |
| 2018                                | Toro Rosso              | Honda RA618H 1.6 V6 Turbo híbrido                              |
| 2019                                | Red Bull Racing         | Honda RA619H 1.6 V6 Turbo híbrido                              |
| 2019                                | Toro Rosso              | Honda RA619H 1.6 V6 Turbo híbrido                              |
| 2020                                | Red Bull Racing         | Honda RA620H 1.6 V6 Turbo híbrido                              |
| 2020                                | AlphaTauri              | Honda RA620H 1.6 V6 Turbo híbrido                              |
| 2021                                | Red Bull Racing         | Honda RA621H 1.6 V6 Turbo híbrido                              |
| 2021                                | AlphaTauri              | Honda RA621H 1.6 V6 Turbo híbrido                              |

↑1  Motor limitado eletronicamente a 19000 RPM.

## Outros fornecimentos

### Não oficial
A Honda optou por não dar continuidade ao seu programa de fornecimento de motores e deixou a Fórmula 1 após o final da temporada de 2021. Esta decisão levou a Red Bull a assumir o programa de motores da Honda e o gerenciando internamente, criando uma nova divisão chamada Red Bull Powertrains para fornecer unidades de potência fabricadas pela Honda para as equipes Red Bull Racing e AlphaTauri.
| Ano  | Equipe          | Motor                                  |
| ---- | --------------- | -------------------------------------- |
| 2022 | Red Bull Racing | Red Bull RBPTH001 1.6 V6 Turbo híbrido |
| 2022 | AlphaTauri      | Red Bull RBPTH001 1.6 V6 Turbo híbrido |

### Como Honda RBPT
Para 2023 a Honda retorna como nome de fornecedora de motores com o emblema de Honda RBPT. Inicialmente, a Red Bull Powertrains planejava assumir a montagem e manutenção dos motores a partir deste campeonato, mas foi posteriormente acordado que a Honda continuaria com seu suporte técnico à Red Bull Racing e AlphaTauri até o final de 2025.
| Ano  | Equipe          | Motor                               |
| ---- | --------------- | ----------------------------------- |
| 2023 | Red Bull Racing | Honda RBPTH001 1.6 V6 Turbo híbrido |
| 2023 | AlphaTauri      | Honda RBPTH001 1.6 V6 Turbo híbrido |
| 2024 | Red Bull Racing | Honda RBPTH002 1.6 V6 Turbo híbrido |
| 2024 | RB              | Honda RBPTH002 1.6 V6 Turbo híbrido |
| 2025 | Red Bull Racing | Honda RBPT 1.6 V6 Turbo híbrido     |
| 2025 | Racing Bulls    | Honda RBPT 1.6 V6 Turbo híbrido     |

## Títulos[48]

### Campeonato de Pilotos[49]
| Ano  | Piloto         |
| ---- | -------------- |
| 1987 | Nelson Piquet  |
| 1988 | Ayrton Senna   |
| 1989 | Alain Prost    |
| 1990 | Ayrton Senna   |
| 1991 | Ayrton Senna   |
| 2021 | Max Verstappen |

#### Como Honda RBPT
| Ano  | Piloto         |
| ---- | -------------- |
| 2023 | Max Verstappen |

### Campeonato de Construtores[50]
| Ano  | Equipe   |
| ---- | -------- |
| 1986 | Williams |
| 1987 | Williams |
| 1988 | McLaren  |
| 1989 | McLaren  |
| 1990 | McLaren  |
| 1991 | McLaren  |

#### Como Honda RBPT
| Ano  | Equipe          |
| ---- | --------------- |
| 2023 | Red Bull Racing |

## Campeonato como equipe oficial

### Campeonato de Pilotos[51]
| Ano  | Pos | Piloto       |
| ---- | --- | ------------ |
| 1967 | 4º  | John Surtees |

### Campeonato de Construtores[51]
| Ano  | Pos | Construtor |
| ---- | --- | ---------- |
| 1967 | 4º  | Honda      |
| 2006 | 4º  | Honda      |

## Números na Fórmula 1
- Vitórias: 88[52] (17,950%[53])
- Pole-positions: 89[54] (17,950%[55])
- Voltas mais rápidas: 75[56]
- Triplos (Pole, Vitória e Volta Mais Rápida) 39[57] (não considerando os pilotos, apenas o motor)
- Pontos: 3 361[58]
- Pódios: 222[59]
- Grandes Prêmios: 480[60] (Todos os Carros: 1044[61])
- Grandes Prêmios com Pontos: 301[62]
- Largadas na Primeira Fila: 114[63]
- Posição Média no Grid: 9,796[64]
- Km na Liderança: 22.279,295 Km[65]
- Primeira Vitória: 11 Corridas[66]
- Primeira Pole Position: 32 Corridas[67]
- Não Qualificações: 3[68]
- Desqualificações: 9[69]
- Porcentagem de Motores Quebrados: 34,970%[70]